# イタリア紀行

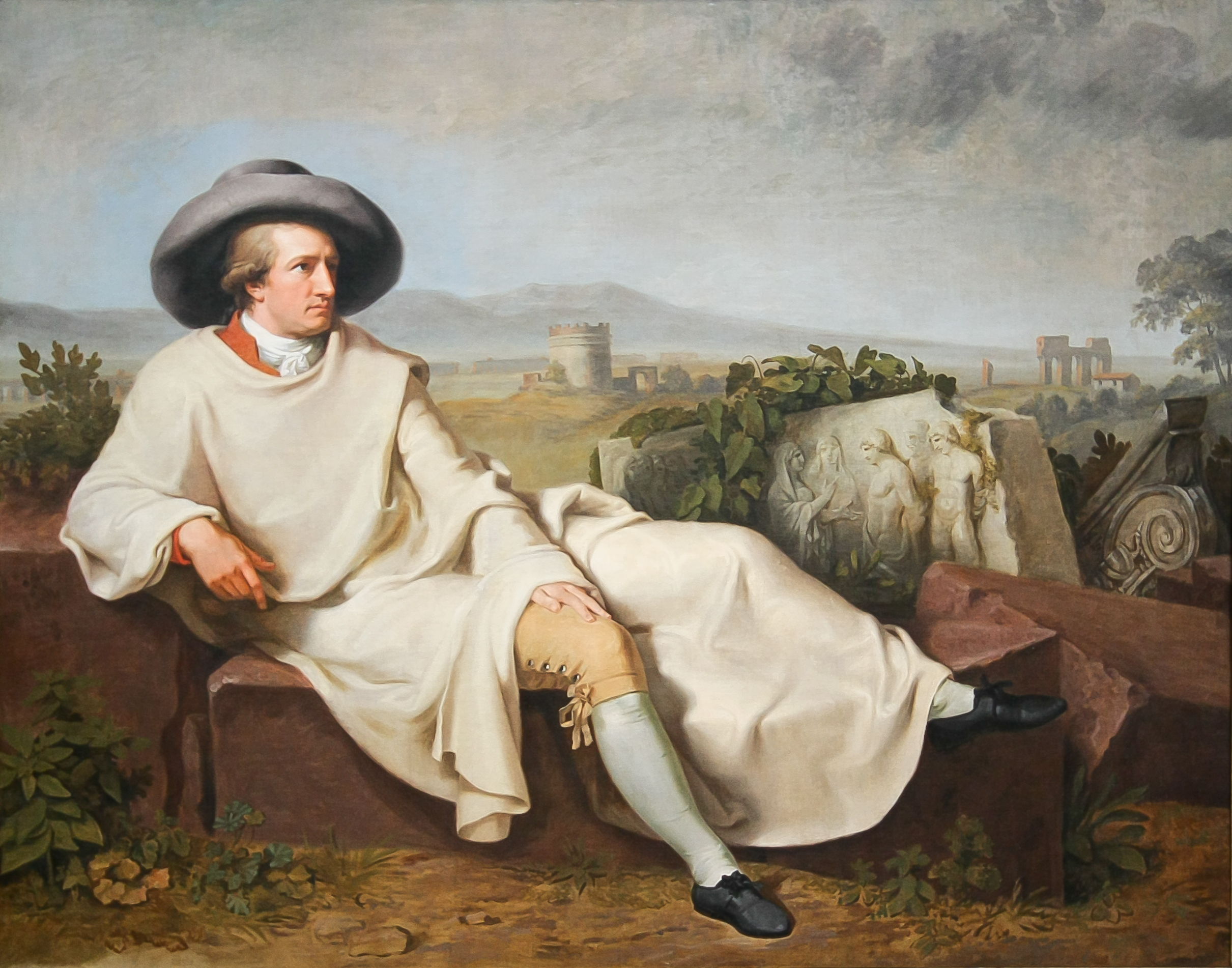
ローマ近郊におけるゲーテの肖像（1786年/1787年、ヨハン・ハインリヒ・ヴィルヘルム・ティシュバイン画）

イタリア紀行（独: Italienische Reise）は、18・19世紀のワイマール・ドイツの詩人・ゲーテによる旅行記で、1816～29年刊。1786年から88年にかけてのイタリア旅行後に、約28年を経て書き始めたものである。イタリアで触れた美術や自然、宗教、人々などの様々な事柄について、滞在中の書簡や日記などをもとにまとめた自伝的作品。

## 概要

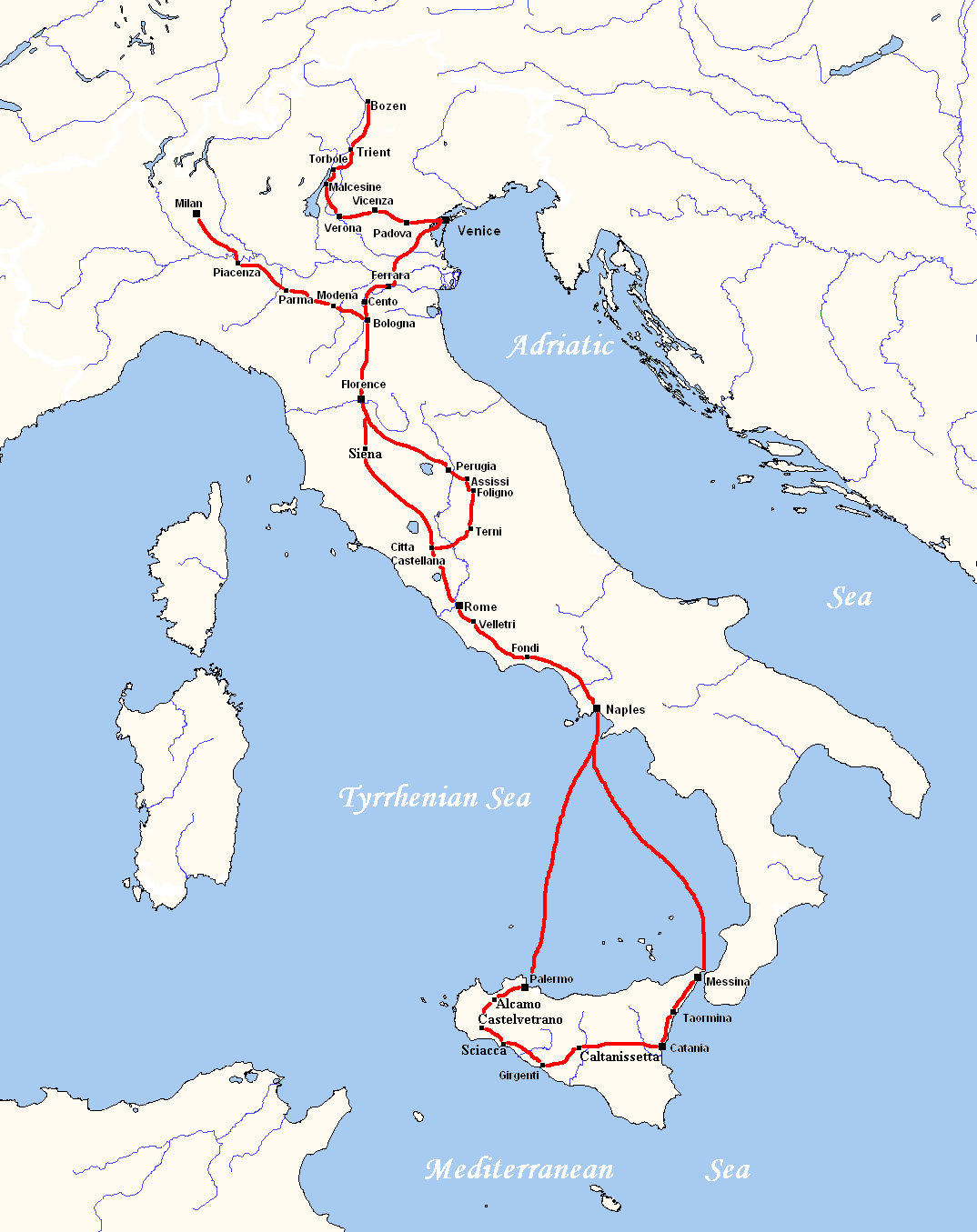
1786年9月から1788年5月までのゲーテのイタリアの旅

1786年、ゲーテはアウグスト公に無期限の休暇を願い出、9月にイタリアへ旅立った。もともとゲーテの父がイタリア贔屓であったこともあり、ゲーテにとってイタリアはかねてからの憧れの地であった。出発時ゲーテは、アウグスト公にもシュタイン夫人にも行き先を告げておらず、イタリアに入ってからも名前や身分を偽って行動していた。出発時にイタリア行きを知っていたのは召使のフィリップ・ザイテルただ一人で、これらのことは帰国後シュタイン夫人との仲が断絶する遠因となった。
ローマにて長期の滞在宿を取り、南下しナポリ、シチリア島を訪れるなどし、結局2年もの間イタリアに滞在していた。ゲーテはイタリア人の着物を着、イタリア語を流暢に操りこの地の芸術家と交流した。その間に友人の画家ティシュバインの案内で美術品を見に各地を訪れ、特に古代の美術品を熱心に鑑賞した。午前中はしばらく滞っていた文学活動に精を出し、1787年1月には『イフィゲーニエ』をこの地で完成させ、さらに『タッソー』『ファウスト断片』を書き進めている。また旅行中に読んだベンヴェヌート・チェッリーニの自伝を帰国後にドイツ語に訳し、さらに30年後にはイタリア滞在中の日記や書簡をもとにこの『イタリア紀行』を書いた。有名な「ナポリを見てから死ね」（＝ナポリを見ずに死んだなら生きていなかったも同然）は、ナポリ滞在中にその風光明媚ぶりを評して記した言葉である。
1788年にイタリア旅行から帰ったゲーテは芸術に対する思いを新たにしており、宮廷の人々との間に距離を感じるようになった。ゲーテはしばらく公務から外れたが、イタリア旅行中より刊行が始まった著作集は売れ行きが伸びず、ゲーテを失望させることになる。なお帰国してから2年後の1790年に2度目のイタリア旅行を行なっているが、1回目とは逆に幻滅を感じ数ヶ月で帰国している。
最初のイタリア旅行から戻った直後の1788年7月、ゲーテのもとにクリスティアーネ・ヴルピウスという23歳になる女性が訪れ、イェーナ大学を出ていた兄の就職の世話を頼んだ。彼女を見初めたゲーテは彼女を恋人にし、後に自身の住居に引き取って内縁の妻とした。帰国後まもなく書かれた連詩『ローマ哀歌』も彼女への恋心をもとに書かれたものである。しかし身分違いの恋愛は社交界の憤激の的となり、シュタイン夫人との決裂を決定的にすることになる。1789年には彼女との間に長男アウグストも生まれているが、ゲーテは1806年まで彼女と籍を入れなかった。なおゲーテとクリスティアーネの間にはその後4人の子供が生まれたがいずれも早くに亡くなり、長じたのはアウグスト一人であるが、1830年10月にエッカーマンが同行したイタリア旅行のローマ滞在時に病没した。

## 日本語文献
- ゲーテ『イタリア紀行』 相良守峯訳、岩波文庫（上中下）、改版2007年
- 『ゲーテ全集11　イタリア紀行』 高木久雄訳、潮出版社、新版2003年

高木訳は、グーテンベルク21（電子書籍・上下）で新版（2016年より、Kindle版ほか）
- ゲーテ『イタリア紀行』 鈴木芳子訳、光文社古典新訳文庫（上下）、2021年（電子書籍も）

### 解説文献
- 『ゲーテと歩くイタリア美術紀行』高木昌史編訳、青土社、2003年
- ロベルト・ザッペリ『知られざるゲーテ　ローマでの謎の生活』津山拓也訳、法政大学出版局、2001年
  - 別訳『ローマの痕跡　ゲーテとそのイタリア』星野純子訳、鳥影社、2010年
- 高橋明彦『ゲーテ『イタリア紀行』の光と翳』青土社、2011年
- 渡辺真弓『イタリア建築紀行　ゲーテと旅する7つの都市』平凡社、2015年